# Тополі (Сватівський район)
Топо́лі — село в Україні, у Троїцькій селищній громаді Сватівського району Луганської області. Населення становить 635 осіб. До 2017 року орган місцевого самоврядування — Тополівська сільська рада.
Село постраждало внаслідок геноциду українського народу, вчиненого урядом СРСР у 1932—1933 роках, кількість встановлених жертв — 249 людей.

## Населення

### Мова
Розподіл населення за рідною мовою за даними перепису 2001 року:
| Мова            | Кількість | Відсоток |
| --------------- | --------- | -------- |
| російська       | 543       | 85.51%   |
| українська      | 87        | 13.70%   |
| білоруська      | 1         | 0.16%    |
| інші/не вказали | 4         | 0.63%    |
| Усього          | 635       | 100%     |

## Також
- Перелік населених пунктів, що постраждали від Голодомору 1932—1933 (Луганська область)